# Rizki Juniansyah
Rizki Juniansyah (* 17. června 2003 Serang) je indonéský vzpěrač, soutěžící v lehké váze do 73 kilogramů.
Pochází ze sportovní rodiny a vzpírat začal v devíti letech. Jeho švagrem a trenérem je olympijský medailista Triyatno. V roce 2017 vyhrál indonéský mládežnický šampionát a v roce 2019 debutoval v reprezentaci. Třikrát se stal juniorským světovým rekordmanem. V roce 2020 byl asijským šampionem v kategorii do osmnácti let a o dva roky později v kategorii do dvaceti let. Dvakrát vyhrál mistrovství světa juniorů ve vzpírání (2021 a 2022). V roce 2021 byl vítězem her islámské solidarity.
Z mistrovství světa ve vzpírání v letech 2022 a 2024 má stříbrné medaile. V roce 2023 získal zlato na hrách jihovýchodní Asie. V srpnu téhož roku se podrobil operaci apendixu, po níž přerušil na téměř půl roku sportovní činnost. Na mistrovství Asie ve vzpírání v únoru 2024 skončil na druhém místě a v dubnu téhož roku vyhrál světový pohár ve vzpírání a vytvořil světový rekord ve dvojboji 365 kg, čímž se kvalifikoval na pařížskou olympiádu.
Na Letních olympijských hrách 2024 získal zlatou medaili ve váhové kategorii do 73 kg celkovým výkonem 354 kg. V trhu vzepřel 155 kg a rozhodl v nadhozu, kde vytvořil olympijský rekord 199 kg, zatímco obhájce titulu Š' Č'-jung z Číny, který po první polovině soutěže vedl, nezaznamenal ani jeden platný pokus. Juniansyah se tak stal při svém premiérovém vystoupení na LOH nejmladším indonéským olympijským vítězem v historii.